# Afrotyphlops lineolatus
Espèce
Synonymes
- Typhlops lineolatus Jan, 1864
- Typhlops eschrichtii Blanford, 1870
- Typhlops boulengeri Bocage, 1893
- Typhlops bocagei Bethencourt-Ferreira, 1904
- Typhlops ornieri Sternfeld, 1910
- Typhlops punctatus Scortecci, 1928

L’Afrotyphlops lineolatus est une espèce de serpents de la famille des Typhlopidae. 

## Répartition
Cette espèce se rencontre :
- au Soudan du Sud ;
- dans le sud de l'Éthiopie ;
- au Kenya ;
- en Ouganda ;
- en Tanzanie ;
- au Burundi ;
- dans l'est de la République démocratique du Congo ;
- au Niger ;
- au Togo.

Sa présence est incertaine au Rwanda et en Zambie.

## Publication originale
- Jan, 1865 « 1864 » : Iconographie générale des ophidiens. Tome 9, J. B. Balliere et Fils, Paris (texte intégral).